# Okręty podwodne typu Brin
Okręty podwodne typu Brin – typ włoskich okrętów podwodnych używanych przez Regia Marina w okresie II wojny światowej.
Okręty tego typu były podwodnymi okrętami oceanicznymi z częściowo podwójnym kadłubem, operującymi na głębokości do 110 m. Wszystkie zostały wybudowane przez stocznię Cantieri navali Tosi di Taranto w Tarencie. Powstały jako rozwinięcie typu Archimede. Dwa okręty drugiej serii: „Archimede” i „Torricelli” były budowane w tajemnicy i otrzymały nazwy przejęte po dwóch poprzednikach przekazanych w 1937 roku hiszpańskim nacjonalistom, w celu ukrycia tego faktu. Ogółem wybudowano 5 okrętów tego typu. Cztery z nich zostały utracone w czasie działań wojennych, z tego dwa – na pierwszym patrolu bojowym.
Początkowo uzbrojenie artyleryjskie okrętów stanowiło działo 100 mm/43 (o długości lufy 43 kalibry) Model 27, umieszczone w obrotowej obudowie na szczycie dość dużego kiosku, z jego tyłu (była to próba skonstruowania lekkiego działa dla okrętów podwodnych, chronionego przed bryzgami wody, używanego oprócz tego tylko na typie Foca). Działo to nie okazało się jednak udane i w latach 1941–1942 na istniejących okrętach („Brin”, „Archimede” i być może „Guiglemotti”) zostało zamienione na standardowe działo 100 mm/47, umieszczone na pokładzie górnym, przed zmniejszonym kioskiem.

## Okręty
- „Benedetto Brin”(inne języki) („Brin”) – zwodowany 3 kwietnia 1938, w służbie od 30 czerwca 1938. Po kapitulacji Włoch poddał się Aliantom. Jako jedyny okręt typu nie został utracony podczas wojny, skreślony z listy floty w 1948.
- „Luigi Galvani” („Galvani”) – zwodowany 22 maja 1938, w służbie od 29 lipca 1938. Zatopiony w rejonie Zatoki Perskiej 26 czerwca 1940.
- „Alberto Guglielmotti”(inne języki) – zwodowany 11 września 1938, w służbie od 12 października 1938. Storpedowany przez brytyjski okręt podwodny HMS „Unbeaten” (typu U) 17 marca 1942 w pobliżu przylądka Spartivento zatonął wraz z całą załogą.
- „Archimede”(inne języki) – zwodowany 5 marca 1939, w służbie od 18 kwietnia 1939. Zatopiony przez amerykańską łódź latającą Catalina u wybrzeży Brazylii 16 marca 1943.
- „Evangelista Torricelli” – zwodowany 26 marca 1939, w służbie od 7 maja 1939. Zatopiony 23 czerwca 1940 przez okręty Royal Navy na Morzu Czerwonym.

23 czerwca 1940 roku rano doszło do pojedynku „Torricellego” w cieśninie Bab al-Mandab z niszczycielami brytyjskimi HMS „Khartoum”, „Kandahar”, „Kingston” i slupem „Shoreham”, zakończonego zatopieniem okrętu podwodnego. Po walce na pokładzie „Khartouma” wybuchł pożar, spowodowany – zgodnie z raportem Royal Navy – samoczynnym wybuchem zbiornika sprężonego powietrza jednej z wyrzutni torped. Część publikacji, w ślad za informacjami włoskimi, podaje wersję, że pożar został spowodowany ostrzelaniem przez okręt podwodny „Torricelli”, którego ogień był niecelny i miał miejsce kilka godzin wcześniej. O 12.45 wybuchła na „Khartoumie” rufowa komora amunicyjna. Nie mogąc opanować pożaru, okręt wyrzucił się na brzeg koło wyspy Perim. Zginął tylko jeden członek załogi, trzech zostało rannych. Okręt został następnie uznany za nienadający się do remontu i skreślony z listy floty.